# Pieve Emanuele
Pieve Emanuele (La Piév in dialetto milanese) è un comune italiano di 15 845 abitanti della città metropolitana di Milano in Lombardia.
Il territorio comunale è attraversato dal colatore Lambro meridionale, la cui azione di erosione ha creato la Valle delle Volpi, ed è lambito dal fiume Olona.
L'abbondanza delle acque nonché la costruzione di una rete di canali ha permesso sul territorio lo sviluppo delle attività agricole.

## Geografia fisica
Pieve Emanuele dista dal centro di Milano circa 12 km in linea retta e 16 km di strade.
È situata nella zona che viene definita "Bassa pianura lombarda" e, insieme alle vicine Locate di Triulzi e Lacchiarella, è l'ultimo paese della zona sud della provincia stessa; dopo di esso inizia la provincia di Pavia lungo la Strada provinciale 205 Vigentina, che porta a Pavia in poco più di 15 chilometri.
Il comune, inserito nel Parco Agricolo Sud Milano, ha un'altimetria che varia tra un massimo di 100 metri nel quartiere industriale Fizzonasco ed un minimo di 70 metri all'interno della Valle delle Volpi, lungo il Lambro Meridionale; Pieve Emanuele infatti, come d'altra parte Locate di Triulzi, detiene il punto di altimetria più bassa dell'intera provincia di Milano.

## Storia
Le prime notizie sulle popolazioni che risiedevano nella zona di Pieve Emanuele risalgono al II secolo a.C. da parte di popolazioni di origine celtico-gallica. Nel Medioevo il nome del borgo era Pieve di Leucate e il suo territorio comprendeva anche l'attuale Locate di Triulzi. Il nome "Pieve" indica il luogo dove ci si riuniva per le funzioni religiose e deriva dal latino plebs ovvero plebe o popolo che si riunisce attorno ad una chiesa rurale, mentre Leucate indicava le marcite, tradizionale tecnica colturale della Bassa Pianura che sfruttava, e sfrutta tuttora, la tiepida acqua delle risorgive.
Il primo documento scritto riguardante il piccolo paese risale al IX secolo d.C. ed è conservato nell'archivio di Monza: è il diploma autografo di Lotario I dell'anno 835 che assegna una parte del suo regno chiamata Locadum a sua suocera. In seguito, nel X secolo il territorio di Pieve comprendeva Cassino Scanasio, Pontesesto, Quinto de' Stampi e Rozzano.  All'epoca della Lega Lombarda che combatté contro Federico Barbarossa, Pieve di Leucate si schierò con la Lega ottenendo, dopo la sua vittoria, una certa libertà. Nell'anno 1150 i frati Cistercensi, appartenenti all'abbazia di Chiaravalle, iniziarono la bonifica delle terre paludose tra il fiume Olona e il Lambro.
Quando i Visconti divennero padroni di Milano anche il territorio della chiesa di Pieve finì sotto la loro giurisdizione. Tra il 1296 e il 1308 al posto della primitiva chiesa della Pieve dedicata a  Sant'Alessandro di Bergamo, venne eretta una chiesa romanica (tuttora presente): furono abbattute le mura laterali per creare le tre navate, ma venne lasciato quasi intatto il perimetro delle altre mura.
Nel 1573 la chiesa fu visitata da san Carlo Borromeo. Sempre nello stesso secolo, a circa 2 km a nord-ovest, venne costruito dalla famiglia D'Adda il castello di Tolcinasco, massiccio edificio a pianta rettangolare con torrioni angolari. Nonostante le sue caratteristiche, esso non svolse mai funzioni difensive e di controllo militare, ma servì fin dalle origini come centro per lo sviluppo agricolo della zona. La funzione prevalentemente agricola è dimostrata dalla sua struttura adatta a un granaio, infatti i carri potevano entrare nel castello attraverso un passaggio per sistemarsi sotto le aperture comunicanti con il piano superiore, la cui pavimentazione è inclinata per poter far scorrere meglio il grano nei carri; intorno al castello si sviluppò un piccolo centro abitato dove, qualche secolo più tardi, venne costruita una chiesetta ed un mulino. Dagli anni '80 Tolcinasco è diventata località privata facente parte del complesso Golf-Tolcinasco.
Nel 1447, con l'estinzione della dinastia dei Visconti, fu acclamato signore di Milano Francesco Sforza.
Nel 1499 i francesi occuparono i territori del ducato di Milano e Giacomo Trivulzio diventò governatore di Milano in nome del re Luigi XII, ma i Trivulzio entrarono in possesso solo dei terreni tra il Lambro Meridionale e Settentrionale, mentre ai Visconti rimase una fascia alla sinistra del Lambro meridionale, dall'attuale Pieve verso ovest e verso il pavese; per la prima volta il territorio venne spezzato lungo il fiume Lambro Meridionale in due parti ben distinte: Pieve di Locate che apparteneva ancora ai Visconti e Locate di Triulzi di proprietà del Trivulzio. Le due circoscrizioni, sia ecclesiastiche sia giuridiche, cominciarono a funzionare separatamente anche se esisteva ancora una dipendenza della chiesa di Locate dal prevosto di S. Alessandro di Pieve.
Nel XVI secolo gli spagnoli presero il posto dei francesi. Gli spagnoli rimasero in Italia circa 150 anni senza portare nessun miglioramento alla situazione di miseria delle campagne pievesi; furono senz'altro colpite da flagelli come la peste del 1576 che colpì Milano. Quando gli spagnoli se ne andarono dall'Italia, cambiarono solo i padroni stranieri ma per i contadini rimasero fame e ignoranza.
Nel XIX secolo Cristina Trivulzio sposò il principe Emilio di Belgioioso e entrò a far parte della storia del territorio pievese. Fu una delle figure femminili più interessanti del Risorgimento in Lombardia e si stabilì a Locate dove fondò un asilo infantile, una scuola elementare e si occupò anche di creare una scuola professionale dove le ragazze imparavano lavori femminili e i ragazzi la geometria applicata alla tecnica agraria. Con quest'ultima scuola pensava di risollevare la condizione dei contadini poiché i grossi proprietari terrieri non si occupavano del benessere della popolazione. Il 5 luglio 1871 la principessa morì e con la sua morte si può dire che finì il secolo per il territorio di Pieve di Locate. L'unione con gli antichi comuni di Fizzonasco, Pizzabrasa e Tolcinasco, già brevemente attuata da Napoleone, divenne definitiva dal 1841.
Dopo l'Unità d'Italia, precisamente il 24 luglio 1862, si decise di aggiungere al nome del paese quello del re Vittorio Emanuele II e dal quel momento il paese si chiamò Pieve Emanuele.
All'inizio del ventesimo secolo furono apportati al paese alcuni miglioramenti; fu costruito un pozzo artesiano poiché le falde acquifere stagnanti provocavano ai cittadini casi di tifo. Nel 1904 fu anche portata in paese la corrente elettrica. I due conflitti mondiali sconvolsero anche Pieve che diede il suo contributo di vite umane. Durante la Seconda Guerra Mondiale la popolazione si ribellò al fascismo e Pieve ebbe i suoi martiri tra i quali Luigi Gemelli, un diciottenne della 142ª brigata SAP, fucilato dai tedeschi nel 1945 a Roccasusella, insignito di medaglia d'oro e commemorato ogni anno. Nella seconda metà degli anni quaranta gli fu dedicata una scuola elementare costruita a pochi metri dalla parrocchia di sant'Alessandro.
Nel dopoguerra Pieve ha iniziato, come molte altre città satelliti del milanese, a trasformarsi gradualmente da borgo contadino a zona industrializzata ed edificata, andando incontro ad un'urbanizzazione molto intensa.
Dal 1963, a circa 2 km sud dell'antico borgo, è nato il villaggio INCIS; la popolazione inizia ad aumentare costantemente con l'arrivo di famiglie provenienti da tutte le regioni d'Italia. Agli inizi degli anni ottanta è nata Via dei Pini ed è stato aperto il Residence Ripamonti, molto frequentato, che risulta essere attualmente la struttura alberghiera più grande d'Italia; intorno agli anni novanta ha avuto origine la zona "Villette", unita al vecchio borgo pievese.
Nel mese di giugno 2013, dopo un iter legislativo e di esecuzione dei lavori durato circa 10 anni, è stata attivata la stazione ferroviaria a servizio di Pieve, servita dalla linea S13 della rete ferroviaria suburbana di Milano e situata lungo la ferrovia Milano-Genova, che attraversava il territorio comunale fin dalla sua costruzione senza alcuna stazione.

### Simboli
Lo stemma comunale e il gonfalone sono stati concessi con decreto del presidente della Repubblica del 16 ottobre 1954.
Lo stemma è così blasonato:
Nel disegno che accompagna il decreto di concessione e nello stemma in uso al comune le stelle sono rappresentate bene ordinate, poste cioè 2, 1. Esse probabilmente rappresentano le tre maggiori cascine che un tempo esistevano nella zona e che, negli anni, sono venute a costituire il nucleo abitativo del paese. La fascia di azzurro potrebbe alludere a un corso d'acqua che solca il territorio comunale.
Il gonfalone è un drappo partito di bianco e di azzurro.

## Monumenti e luoghi d'interesse
- Chiesa parrocchiale di Sant'Alessandro, costruita alla fine del XVII secolo, sede della parrocchia già preposta alla pieve di Locate.

## Infrastrutture e trasporti
Il comune è posto vicino a diverse Strade Provinciali in direzione dei comuni più settentrionali Pavesi e altri comuni del Parco Agricolo Sud Milano.
È servito dalla stazione di Pieve Emanuele, posta sulla Ferrovia Milano-Genova; la stazione è servita dalla linea S13.
Sono anche presenti autolinee esercitate da Autoguidovie per conto di ATM che collegano Pieve Emanuele con i comuni confinanti e la periferia sud di Milano.

## Società

### Evoluzione demografica
- 180 nel 1751
- 408 nel 1805
- 1 033 nel 1809 dopo annessione di Fizzonasco, Pizzabrasa e Tolcinasco
- annessione a Basiglio nel 1811
- 1 095 nel 1853 dopo annessione di Fizzonasco, Pizzabrasa e Tolcinasco

Abitanti censiti

### Etnie e minoranze straniere
Secondo le statistiche ISTAT al 1º gennaio 2017 la popolazione straniera residente nel comune metropolitano era di 1 766 persone, pari all'11% della popolazione. Le nazionalità maggiormente rappresentate in base alla loro percentuale sul totale della popolazione residente erano al 2017:
- Romania 316
- Ecuador 188
- Perù 182
- Albania 125
- Cina 89
- Sri Lanka 84
- Filippine 83
- Marocco 74
- Egitto 70
- Ucraina 56

## Amministrazione
| Periodo | Periodo   | Primo cittadino    | Partito                           | Carica  | Note   |
| ------- | --------- | ------------------ | --------------------------------- | ------- | ------ |
| 1994    | 1998      | Umberto Franco     | centrosinistra                    | Sindaco | [ 14 ] |
| 1998    | 2007      | Francesco Argeri   | centrosinistra                    | Sindaco | [ 14 ] |
| 2007    | 2012      | Rocco Pinto        | centrodestra                      | Sindaco | [ 14 ] |
| 2012    | 2022      | Paolo Festa        | centrosinistra                    | Sindaco | [ 14 ] |
| 2022    | in carica | Pierluigi Costanzo | Lista civica Siamo Pieve Emanuele | Sindaco | [ 14 ] |

### Gemellaggi
- Attard
- Zimnicea

## Sport

### Società sportive
Calcio
- A.S.D Valentino Mazzola Calcio Pieve Emanuele (ex Polisportiva Pievese, poi A.S. Pieve Emanuele dal 2003 fino alla stagione sportiva 2010-11)
- A.S.D. Devils (nella frazione di Fizzonasco)
- G.S. Sant'Alessandro (ormai sciolta)

Tennistavolo
- A.S. Pieve Emanuele sport nel quale la città di Pieve Emanuele ha conquistato diversi titoli nazionali (campione d'Italia per quattro anni consecutivi dal 2004 al 2007).[15][16][17]

Pallacanestro
- A.S.D. Pieve Emanuele

Nuoto
- Associazione Sportiva agonistica Nuoto Sud Milano

Karate
- Di rilievo l'A.S.D. Japan Karate Nakayama, società presente dal 1999 sita nella frazione di Fizzonasco e riconosciuta a livello nazionale dal CSEN, quale centro primario di divulgazione della disciplina marziale

Atletica leggera
- Atletica Pievese società presente dal 1998  e che vanta alcuni titoli nazionali conquistati nel CSI.

### Castello e parco di Tolcinasco
Nel territorio comunale di Pieve Emanuele è compreso il castello di Tolcinasco, attualmente sede di un importante campo da golf che ospita gare a livello nazionale e internazionale, tra cui per alcuni anni, l'Italian Open.
Pieve Emanuele dispone di un grande parco, adiacente al campo da golf, che è inserito nel contesto del Parco Agricolo Sud Milano. L'apertura dei laghi avviene due volte l'anno, con una festa di apertura e una di chiusura.